# Big Comic
Big Comic (ビッグコミック, Biggu Komikku) est un magazine de prépublication de mangas de type seinen publié par Shōgakukan depuis février 1968. D'abord mensuel, il devient bimensuel à partir d'avril 1968 et sort le 10 et 25 de chaque mois. Le tirage moyen est de 407.000 en 2012.
Un magazine hors-série nommé Big Comic Zōkan (ビッグコミック　スペシャル増刊) est publié cinq fois par an.

## Liste des séries
|  | Manga en inactivité |

| Titre | Auteur                                                                | Première publication |
| --- | --------------------------------------------------------------------- | -------------------- |
| Ikigami Sairin (イキガミ 再臨)                                                                                     | Motorō Mase                                                           | septembre 2021       |
| Kūbo Ibuki Great Game (空母いぶき GREAT GAME)                                                                      | Kaiji Kawaguchi (dessin), Osamu Eya (scénario)                        | décembre 2019        |
| Golgo 13 (ゴルゴ13)                                                                                                | Takao Saitō                                                           | octobre 1968         |
| C-Kyū Salaryman Kōza (C級さらりーまん講座)                                                                         | Keisuke Yamashina                                                     | mars 2011            |
| JUMBO MAX (JUMBO MAX)                                                                                              | Tsutomu Takahashi                                                     | avril 2020           |
| Shōjiki Fudōsan (正直不動産)                                                                                       | Akira Ōtani (dessin), Takeshi Natsuhara / Mitsuhiro Mizuno (scénario) | novembre 2017        |
| Sōta no Kuni (颯汰の国)                                                                                            | Yū Koyama                                                             | février 2019         |
| Deep3 (Deep3) | Ryōsuke Tobimatsu (dessin), Mitsuhiro Mizuno (scénario)               | janvier 2021         |
| Hinemosu no Tari Nikki (ひねもすのたり日記)                                                                        | Tetsuya Chiba                                                         | décembre 2015        |
| BLUE GIANT EXPLORER (BLUE GIANT EXPLORER)                                                                          | Shin'ichi Ishizuka                                                    | octobre 2020         |
| THE ALPINE CLIMBER - Tandoku Touhansha Yamanoi Yasushi no Kiseki (THE ALPINE CLIMBER 単独登攀者・山野井泰史の軌跡) | Takurō Yamaji (dessin), Kunihiro Yokomizo (scénario)                  | décembre 2021        |
| Ucchare Goshogawara - Nebari Koshi-hen (うっちゃれ五所瓦 粘り腰編)                                                 | Tsuyoshi Nakaima                                                      | janvier 2023         |
| Kotei no Himawari (湖底のひまわり)                                                                                 | Yūgo Ishikawa                                                         | septembre 2022       |
| Shinratsu Naru Gourmet (辛辣なるグルメ)                                                                            | Shō Wakasa (dessin), Masahito Kagawa (scénario)                       | novembre 2021        |
| Dump the Heel (ダンプ・ザ・ヒール)                                                                                 | Hidenori Hara                                                         | octobre 2021         |
| Bubble Samurai (バブル・ザムライ)                                                                                  | Fujihiko Hosono                                                       | avril 2023           |
| Munakata Kyouju Sekai-hen (宗像教授世界篇)                                                                         | Yukinobu Hoshino                                                      | février 2023         |